# Alderslyst Kirke
Alderslyst Kirke er en kirke på Tulipanvej i bydelen Alderslyst i den nordlige del af Silkeborg, opført i 1929. Den ligger under Århus Stift.

## Kirken
Alderslyst Kirke minder om en klassisk landsbykirke, og på det tidspunkt den blev opført, lå den et stykke udenfor byen. Kirken blev bygget i 1929 af den lokale arkitekt Edvard Jensen. Kirkegården til selve kirken var blevet indviet tre år tidligere da kirken var omgivet af marker. Kejlstrupvej var på dette tidspunkt blot en markvej. Indtil Alderslyst fik sin egen kirke i 1929 hørte bydelen under Balle Sogn, Balle og gjorde brug af Balle Kirke. De store marksten der danner soklen af kirken stammer fra Balle Sogn, og prædikestolen er fremstillet af træ der tidligere har været brugt i Balle Kirkes tagværk. Kirken var indtil 1937 distriktskirke for Balle sogn.
Prominent i kirken er en stor korrude med den korstestede Jesus på en baggrund af rubinrødt glas. De øvrige 14 ruder viser forskellige symboler. Kirkens første altertavle blev skabt af Martin Kaalund-Jørgensen, mens dens afløser fra 1948 blev skabt af Endre Hevezi. Begge altertavler forestillede Kristi genkomst. I 1952 indførtes malmlysekroner og i 1954 indførtes kirkeskibet i kirken.

## Kirkeskib
Kirken har et kirkeskib der er en model af Skoleskibet København, som forliste ved juletid i 1928 under en rejse fra Buenos Aires til Australien. Eftersøgningen af skibet var i fuld gang mens Alderslyst Kirke blev bygget, men hverken besætning eller skibet blev nogensinde fundet. Modellen er udført af Jens Emil Andersen og er ophængt i 1954, da kirken kunne fejre sit 25 års jubilæum.

## Restaurering 1975-1977
I 1975-1977 gennemgik kirken en omfattende restaurering. Kirken fik installeret sine karakteristiske glasmosaikruder, tegnet af kunstneren Sven Havsteen-Mikkelsen og udført af Mogens Freese. I mosaikkerne er der et samspil mellem tykt glas og kraftige betonfelter. I 1977 blev det nuværende orgel bygget og installeret af Th. Frobenius og Sønner Orgelbyggeri. Orgelet har 21 stemmer.
I samme periode blev en tilbygning med kontorer opført, med V. Hardie-Fischer som arkitekt.

## Skulpturer
Porten: 
På kirken er der anlagt en fællesgrav, hvortil Erik Heide udførte skulpturen Porten, bestående af to råt tilhuggede granitsten med en overligger i granit. Bag denne står en sten med et udhugget kors på græsset.
Den blev rejst i 1978, og kan ses både som porten fra livet til døden, men også fra døden til livet. Skulpturen består af to dele, hvoraf den ene er en stor port og lidt længere tilbage står en granitblok med et kors, og den kan man se som en fortælling om, at den korsfæstede og opstandne Kristus er med os, når man dør.
Vingen: 
Vingen blev rejst tilbage i 1999. Den kæmpe sten er delt i to, og kan ses som en fortælling om den sprængte grav. Der bliver holdt gudstjeneste ved vingen 2 morgener hver sommer.
Opstandelsekorset: 
Opstandelses-korset blev rejst i 1994. Stenen er brudt af linjer så den danner et kors, og i midten kan der findes et hul, som kan være en antydning af gravens åbning.
Det høje, slanke kors: 
Det høje, slanke kors har et keltisk præg og blev rejse i 1996.
Korset viser lyset: 
En af de største skulpturer er Korset viser lyset, som blev rejst i 2008. Det er en monumental sten, men lyset gennem korset bryder stenen og dens mørke flade. Stenen er opstillet i den sydlige del af kirkegården ved de ukendtes grave.
Fugleflokken: 
Den nyeste af skulpturerne er Fugleflokken, som blev rejst i 2012. Skulpturen fortæller en historie om at livet ikke er altid er perfekt. Det kan ses ved at nogle fugle i skulpturen mangler deres vinger.